# Đồng bằng Kantō
Đồng bằng Kantō (関東平野 Kantō heiya (Quan Đông bình dã)) là đồng bằng lớn nhất ở Nhật Bản, và nằm ở vùng Kantō miền trung Honshū. Tổng diện tích 17.000 km² bao gồm hơn một nửa khu vực trải dài trên Tokyo, tỉnh Saitama, tỉnh Kanagawa, tỉnh Chiba, tỉnh Gunma, tỉnh Tochigi và tỉnh Ibaraki.

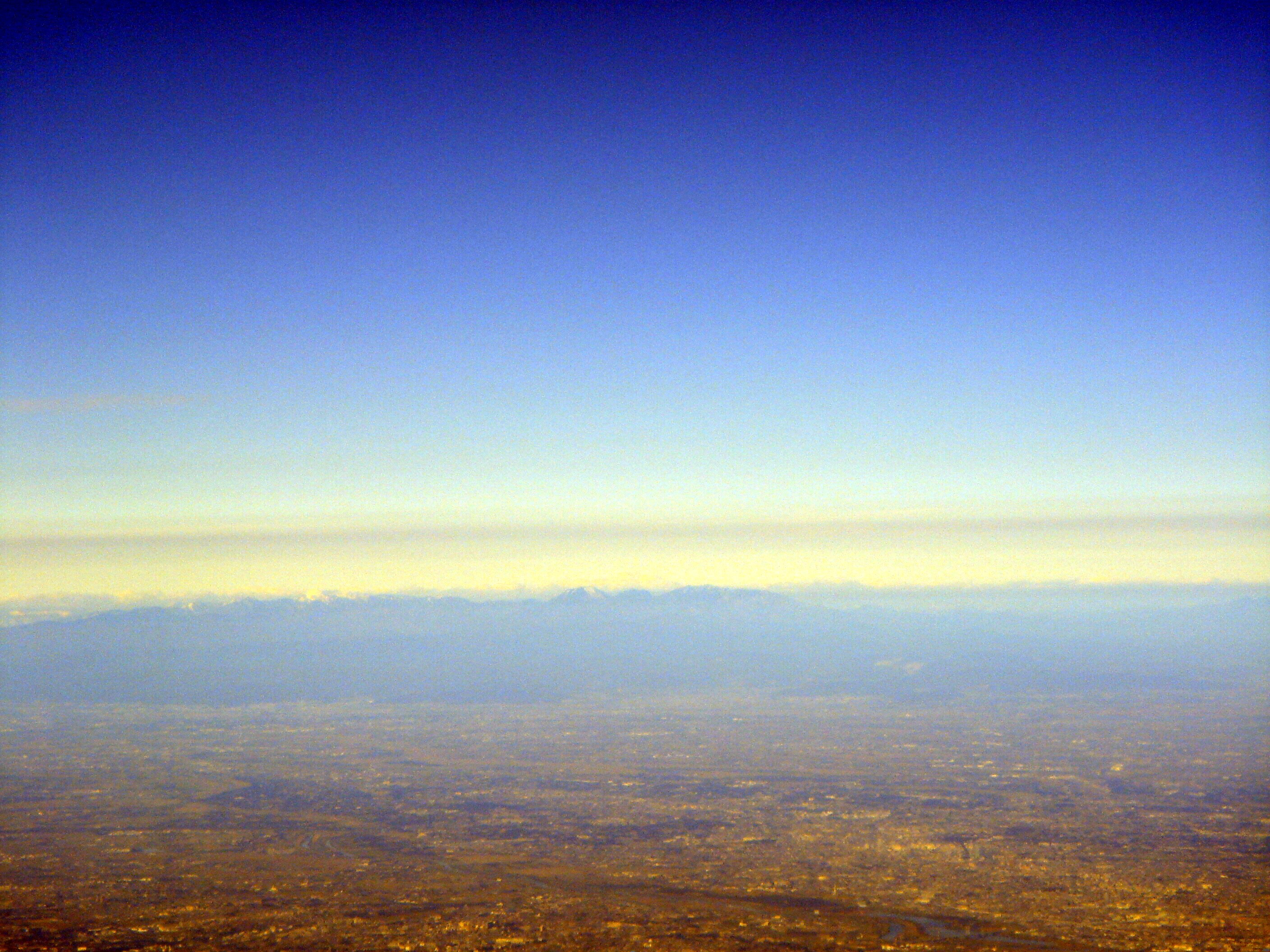
Đồng bằng Kantō

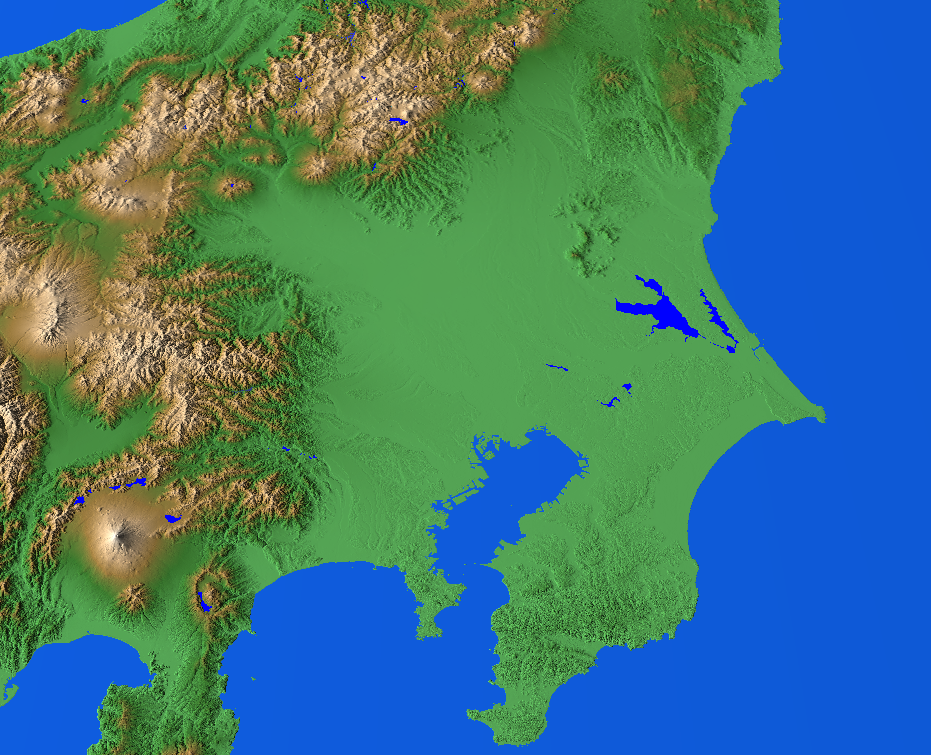
Bản đồ Đồng bằng Kantō; Vịnh Tokyo có thể nhìn thấy bên dưới trung tâm của hình.

Giới hạn phía bắc giáp với cao nguyên Abukuma, Dãy núi Yamizo, Dãy núi Ashio và một cánh đồng núi lửa liên quan đến Vành đai núi lửa Nasu. Phía tây trùng với dãy núi Kantō và rìa phía nam được xác định bởi bán đảo Bōsō, Đồi Miura, vịnh Tokyo và vịnh Sagami. Biển Kashima và Bãi biển Kujūkuri xác định điểm cuối phía đông của đồng bằng. Hầu hết các con sông bắt nguồn từ các dãy núi phía bắc hoặc phía tây và chảy về phía đông hoặc đông nam vào Thái Bình Dương, vịnh Tokyo hoặc vịnh Sagami. Ở trung tâm của đồng bằng là sông Tone; ở phần phía bắc sông Watarase, sông Kinu, sông Kokai, sông Naka, và sông Kuji; và ở phần phía nam là sông Arakawa, Sông Tama, và sông Sagami. Trong số những con sông này, sông Tone bao gồm một khu vực đồng bằng ngập lũ lớn, vì nó có diện tích thoát nước lớn nhất ở Nhật Bản là 16,840 km2 (6,502 dặm vuông Anh). Các khu vực thoát nước được bao phủ bởi những con sông này là vùng đất thấp phù sa của Đồng bằng Kantō.
Tập hợp các cao nguyên tạo nên một phần lớn của đồng bằng. Trong số đó có Ōmiya, Musashino, Sagamino, và cao nguyên Jōsō. Những cao nguyên lớn này bị chia cắt thành những cao nguyên nhỏ hơn bởi các thung lũng sông cạn. Một trong những đặc điểm chung của các cao nguyên là bề mặt của chúng được bao phủ bởi một lớp mùn dày có nguồn gốc núi lửa. Tro núi lửa từ các núi lửa xung quanh, các Núi Asama, Haruna, và Akagi ở phía bắc và các núi Hakone và Fuji về phía tây nam, được cho là đã được bồi tụ trên các cao nguyên này.